# Мялкін Ярослав Сергійович
Яросла́в Сергі́йович Мя́лкін (27 січня 1982 — 5 травня 2015) — солдат Збройних сил України.

## Життєпис
Народився 27 січня 1987 року в с. Ласки, Народицький район, Житомирська область, Україна.
Мобілізований наприкінці січня 2015-го. Навідник, 95-а окрема аеромобільна бригада.
5 травня 2015-го загинув поблизу Авдіївки — БТР підірвався на фугасі, закладеному терористами. Тоді ж загинули сержант Василь Миханюк, солдати Олександр Щуров та Микола Мартинюк.
Вдома лишилася дружина. Похований в Ласки, Народицького району,Житомирської області.

## Нагороди
За особисту мужність і героїзм, виявлені у захисті державного суверенітету та територіальної цілісності України, вірність військовій присязі під час російсько-української війни, відзначений — нагороджений
- 27 червня 2015 року — орденом «За мужність» III ступеня.